# Club Atlético Argentino del Sud
Il Club Argentino del Sud è stata una società calcistica argentina di Villa Domínico, fondata il 1º settembre 1907.

## Storia
L'Argentino del Sud venne fondato nel 1907 a Villa Domínico. Affiliatosi alla Asociación Amateurs de Football, nel 1923 partecipò per la prima volta a un torneo di massima serie, la Primera División. Giunto dalla División Intermedia, che aveva vinto nel 1922, l'Argentino si posizionò ottavo. L'anno seguente chiuse il campionato al 21º posto, mantenendosi poi nella seconda metà della classifica per il biennio seguente (rispettivamente 17º nel 1925 e 25º nel 1926). Nel 1927, con la riunione delle due federazioni, l'Argentino partecipò alla Primera División della AAAF, chiudendo ventiseiesimo. Nel 1928 il 33º posto raggiunto avrebbe implicato la retrocessione, ma delle quattro squadre destinate a scendere di categoria solo due (Liberal Argentino e Porteño) furono effettivamente retrocesse. Durante il Concurso Estímulo 1929 l'Argentino del Sud partecipò al gruppo "pari", chiudendo 11º. Negli anni 1930 il club si sciolse.

## Palmarès

### Competizioni nazionali
- División Intermedia (AAm): 1

1922